# 維加 (德克薩斯州)
維加（Vega）是美国德克薩斯州奧爾德姆縣内的一座城市，是该县的县府。2000年人口普查时它有936名居民。

## 地理
維加的地理位置为35°14′44″N 102°25′30″W / 35.24556°N 102.42500°W。
根据美国人口调查局的数据維加总面积2.8平方公里，全部是陆地面积。

## 人口
根据2000年的人口普查市内有936人生活，分378个户，275个家庭。市内的人口密度为每平方公里334.6人。市内94.7%是白人、0.96%是非裔美国人、0.75%是美洲土著人、0.21%是亚裔美国人、2.88%是其它人中、0.43%是混血儿。西班牙裔或者其他拉丁美洲裔的人占9.40%。
市内的378个户中31.2%有18岁以下的未成年人、58.7%是结婚夫妇、12.7%是带孩子的单身妇女、27.0%不是家庭、24.6%是单身汉、13.5%有65岁以上的老年人。平均每户2.46人，每个家庭2.93人。
市内居民结构为26.9%在18岁以下、7.6%在18至24岁之间、24.6%在25至44岁之间、24.1%在45至64岁之间、16.8%在65岁以上。平均年龄为39岁。居民的性别比为女子对男子100：87.6，成年人的性别比为100：83.9。
市内户的平均年收入为30,481美元，家庭的平均年收入为35,227美元。男子的平均年收入为27,120美元，女子的平均年收入为22,500美元。人均年收入为17,315美元。约12.3%的家庭和14.8%的人口生活在贫困线以下，其中包括20.0%的未成年人和9.1%的老年人。